# Nationalliberale parti (Rumænien)
Det Nationalliberale parti, på rumænsk Partidul Naţional Liberal (PNL), er et af Rumæniens største politiske partier.

## Det Liberale parti (1875-1947)
Det Liberale parti blev grundlagt i 1875 og var Rumæniens vigtigste parti før 2. verdenskrig. Ledelsen var domineret af Ion C. Brătianu og hans familie.
Partiet blev suspenderet 1938–44 under regeringerne af Carol 2. og gen. Antonescu, og blev forbudt i 1947 da kommunisterne tog magten og Rumænien blev til en folkerepublik.

## Efter Ceauşescu (1990 – )
Efter den Rumænske Revolution af 1989 blev partiet genoprettet. Det vandt præsident- og parlamentvalgene i 2004 i koalition med andre partier. I 2006 rev en gruppe sig løs og dannede det Liberaldemokratiske parti under ledelsen af Theodor Stolojan.
De nationalliberale er medlemmer af Alliancen af Liberale og Demokrater for Europa (ELDR).

## Medlemmer af det Nationalliberale parti
- Călin Popescu-Tăriceanu, Rumæniens premierminister fra 2004-08
- Klaus Johannis, partileder og præsident kandidat i 2014

## Eksterne henvisning
- Det Nationalliberale partis officielle hjemmeside (på rumænsk)